# Hipótesis documentaria
| J    | fuente jehovaísta o yahvista                                                                                      |
| E    | fuente elohista                                                                                                   |
| P    | fuente priestly o sacerdotal; incluye la mayor parte del Levítico                                                 |
| R    | redactores |
| Dtr1 | primera fuente deuteronómica                                                                                      |
| Dtr2 | segunda fuente deuteronómica                                                                                      |
| D    | fuente deuteronómica; incluye la mayor parte del Deuteronomio                                                     |
| DH   | "Historia deuteronómica": Libro de Josué, Libro de los jueces, Libro de Samuel 1 y 2, y Libro de los reyes 1 y 2. |

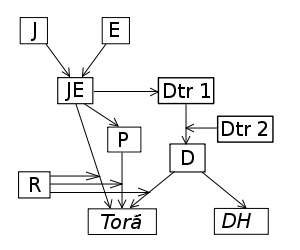
Diagrama de las diversas fuentes o "tradiciones" postuladas por la hipótesis documentaria bíblica.

La hipótesis documentaria, hipótesis documental (DH) o hipótesis de Wellhausen, propone que los primeros cinco escritos del Antiguo Testamento (Génesis, Éxodo, Levítico, Números y Deuteronomio, que juntos se conocen como la Torá o Pentateuco) son una combinación de documentos que provienen de cuatro fuentes de origen y narrativa originalmente independiente, que eran fuentes paralelas, y que se combinaron posteriormente por una serie de redactores (editores) y dieron origen al Pentateuco como lo conocemos en la actualidad.
La hipótesis fue desarrollada durante los siglos XVIII y XIX en un intento por reconciliar las incoherencias del texto bíblico. A finales del siglo XIX se acordó, en general, que había cuatro fuentes principales que fueron combinadas por una serie de redactores (R) en algún punto de la historia dando origen a los libros conocidos hoy en día. Estas cuatro fuentes eran la yahvista o jehovaísta (J); la elohista (E); la deuteronomista o deuteronómica (D), y la sacerdotal (P).
Varios académicos fomentaron el estudio y desarrollo de conocimientos en el campo bíblico para el fortalecimiento de la hipótesis documentaria, entre ellos Johann Karl Wilhelm Vatke, Edouard Guillaume Eugène Reuss, Karl Heinrich Graf y Abraham Kuenen. Sin embargo el más destacado de todos fue Julius Wellhausen (1844-1918), un teólogo cristiano, erudito bíblico y orientalista alemán que contribuyó al desarrollo de la hipótesis al ordenar las fuentes de manera cronológica como JEDP, creando un marco coherente para demostrar una hipotética evolución en la historia religiosa del pueblo hebreo, que dependía del poder de la tradición sacerdotal y que fue creciendo y centralizándose con el pasar del tiempo. La formulación de Wellhausen fue la siguiente:
- tradición yahvista (J); desarrollada en el año 950 a. C. en el Reino de Judá.
- tradición elohista (E); desarrollada en el año 850 a. C. en el Reino de Israel.
- tradición deuteronómica (D); desarrollada en el año 621 a. C. en Jerusalén durante un periodo de reforma religiosa.
- tradición sacerdotal (P); desarrollada en el año 450 a. C. por los kohanim (sacerdotes judíos) durante el exilio en Babilonia.

La hipótesis de Wellhausen se convirtió en la opinión dominante sobre el origen del Pentateuco durante gran parte del siglo XX. La mayoría de expertos contemporáneos aceptaron, de alguna manera, la hipótesis documental de la Biblia,
los académicos, de hecho, siguen recurriendo a la terminología de Wellhausen y sus conocimientos.
Mientras que la hipótesis ha sido criticada
y cuestionada por otros modelos, especialmente en la última parte del siglo XX, su terminología y las ideas que expone siguen proporcionando el marco para las teorías modernas sobre la naturaleza compuesta y orígenes de la Torá y la compilación Bíblica en general.

## Los inicios de la hipótesis documentaria

### Autoríamosaica
Durante muchos años tanto judíos como cristianos aceptaban la idea tradicional de que Moisés fue el escritor de la Torá (Pentateuco) bajo la directa inspiración y mandato de Yahvé o Jehová, esta teoría fue objeto de incesantes estudios durante el siglo XVII. Pocos rabinos y filósofos se cuestionaron cómo Moisés podría haber descrito su propia muerte, o cómo dio una lista de reyes de Edom antes de que esos reyes vivieran. Nadie dudaba de la veracidad de la tradición ya que el propósito de los estudios era resaltar la antigüedad y la autoridad de las enseñanzas del Pentateuco, y no de dar una demostración sobre quién escribió los libros.

A partir de la simple cuestión de cómo reconciliar las incoherencias del texto, y rehusando aceptar explicaciones forzadas, para que armonizara, los estudiosos llegaron finalmente a la teoría de que la Torá estaba integrada por varios textos seleccionados que fueron entretejidos, a veces incoherentemente, de fuentes que tratan del mismo asunto y de temas relacionados.

El razonamiento seguido en este tipo de análisis es similar al de los sabios talmúdicos y, más tarde, los rabinos, quienes sostuvieron que estas cláusulas incompatibles y la terminología en un solo párrafo de la Mishná tiene que haberse originado por diferentes sabios, y reconocen que Moisés no pudo haber escrito los pasajes de la Torá pues contiene información no disponible para él, como el último capítulo de Deuteronomio, que describe su muerte y sus consecuencias.
Jeffrey Tigay.

En 1651 Thomas Hobbes, en el capítulo 33 de su obra Leviatán, expuso un conjunto de pruebas intentando demostrar que el Pentateuco nunca pudo haber sido escrito por Moisés, citando varios pasajes bíblicos como Deuteronomio 34:6 ("Y lo enterró en el valle, en la tierra de Moab, enfrente de Bet-peor; y ninguno conoce el lugar de su sepultura hasta hoy", lo que implica un autor que vivió mucho tiempo después de la muerte de Moisés); Génesis 12:6 ("y el cananeo estaba entonces en la tierra", lo que indica que el autor vivió en una época en la que los cananeos ya no habitaban esos territorios, sin embargo, durante toda la vida de Moisés la tierra si estuvo habitada por este pueblo) y Números 21:14 ("Por tanto se dice en el libro de las guerras del Señor, lo que hizo en el mar Rojo, y en los arroyos de Arnón", en referencia a una narración oral posterior a la época de Moisés). Después de este estudio Hobbes llegó a la conclusión de que ninguno de estos textos nació de la autoría mosáica. Otros, entre ellos Isaac de La-Peyrère, Baruch Spinoza, Richard Simon, y John Hampden, llegaron a la misma conclusión, pero sus trabajos fueron condenados y considerados herejía. Varios de estos autores fueron encarcelados y forzados a retractarse, incluso se atentó contra la vida de Spinoza.

### Primeros detractores
En 1753, Jean Astruc publicó (anónimamente) Conjectures sur les memoires originaux, dont il parait que Moses s'est serví pour composer le livre de la Genèse (Conjeturas sobre las memorias originales, aquellas que Moisés habría usado para componer el libro del Génesis). Los motivos de Astruc fueron refutar a Hobbes y Spinoza ―«la enfermedad del último siglo», como llamó a su trabajo―. Para llevar a cabo esto, aplicó al Génesis herramientas del análisis literario que los estudiosos ya usaban con textos clásicos, como la Ilíada, para identificar las variantes literarias tradicionales y llegar al texto más auténtico. Comenzó por identificar dos peculiaridades que parecían mostrar variantes literarias coherentes:
- El uso del Elohim o Yhwh (Yahvé) como el nombre de Dios.

- La aparición de historias duplicadas, como los dos relatos de la creación en el primer y segundo capítulos de Génesis, y los dos relatos del Sara y de un rey extranjero (Génesis 12 y Génesis 20).

A continuación, estableció columnas, y asignó a estas los versículos de "Elohim" en una columna, y los de "Yhwh" en otra, y los de los relatos duplicados en otras dos columnas, al lado de estos. Las cuatro columnas paralelas así construidas contenían dos narraciones largas y dos cortas. Astruc sugirió que estos eran los documentos originales usados por Moisés, y el Génesis que Moisés había escrito se vería exactamente así, cuatro relatos paralelos destinados a ser leídos por separado. Las columnas paralelas así construidas, resultaban contener dos narraciones largas, cada una dedicada a los mismos acontecimientos. Astruc sugirió que estas narraciones largas eran los documentos originales escritos por Moisés, y que al ser relatos paralelos debían ser leídos por separado. Según Astruc, un editor, mucho tiempo después combinó las cuatro columnas en una sola narración, creando las confusiones y repeticiones observadas por Hobbes y Spinoza.

### Aportes fundamentales
Las herramientas adoptadas por Astruc para hallar las fuentes bíblicas fueron ampliamente desarrolladas por los posteriores expertos bíblicos, la mayoría alemanes, y, aunque Astruc era detractor de la teoría, terminó aportando y fortaleciendo su desarrollo. De 1780 en adelante Johann Gottfried Eichhorn extendió el análisis de Astruc más allá del Génesis a todo el Pentateuco, y por 1823 llegó a la conclusión de que Moisés no había participado en la escritura de este. En 1805, Wilhelm de Wette concluyó que el libro de Deuteronomio pertenecía a una tercera fuente independiente (tradición deuteronómica). En 1822, Friedrich Bleek identificó al Libro de Josué como una continuación del Pentateuco, ya que demuestra una continuación directa al Deuteronomio. Otros estudiosos lograron identificar signos de la tradición deuteronómica en el Libro de los jueces, el Libro de Samuel, y el Primer libro de los reyes.
En 1853 Hermann Hupfeld sugirió que la tradición elohista era en realidad dos fuentes originalmente independientes. Así, aisló la tradición sacerdotal; Hupfeld también enfatizo la importancia de un "Redactor" (R), o último editor, en la producción de la Torá desde las cuatro fuentes, ya que no todos los escritos y pasajes del Pentateuco están basados en las cuatro fuentes, existe evidencia firme de numerosas secciones pequeñas que fueron insertadas por este "Redactor", un ejemplo identificado es el Código de santidad contenido en Levítico 17 a 26.
Los expertos bíblicos también trataron de identificar el orden y las fechas en que fueron escritas las cuatro fuentes. También se propusieron ideas sobre quienes fueron los posibles autores y sus motivaciones para escribirlas. En 1805, De Wette llegó a la conclusión de que ninguno de los textos del Pentateuco fue compuesto antes de los tiempos de David; Spinoza propuso que D fue obra de los sacerdotes del templo de Jerusalén durante el reinado de Josías en 621 a. C. Durante mucho tiempo los estudiosos argumentaron varios tipos de orden de escritura como: PEJD, EJDP o JEDP, sin embargo, definir el orden exacto de escritura supone un problema que está lejos de resolverse.

## Esquema de la hipótesis (formulación de Wellhausen)
La hipótesis documentaria de Wellhausen propone que la Torá originalmente se conformaba por cuatro narraciones distintas, cada narración era independiente y completa en sí misma, cada una relataba los mismos incidentes y personajes, pero cada relato tenía un "mensaje" e "intención" distinta de los otros. Las cuatro fuentes fueron combinadas en múltiples ocasiones por editores ("redactores") que se esforzaron por mantener, en lo posible, la mayor cantidad de documentos originales.

### Tradición yahvista (J)
La fuente más antigua trata de narraciones que constituyen la mitad del Génesis y del Éxodo más unos fragmentos de Números. Describe a un dios parecido a un ser humano, llamado Yahveh (o más bien Yhwh) en todas partes, y tiene un especial interés en el territorio del reino de Judea y personas relacionadas con su historia. Tiene un estilo elocuente. Originalmente compuesto hacia el 950 a. C.,
no mucho antes de la división del Reino Unido de Israel en el reino del norte de Israel y el reino del sur de Judá en el año 922 antes de Cristo, por lo que es la fuente más antigua.

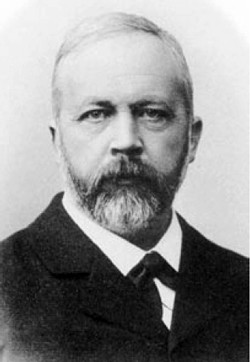
Julius Wellhausen (1844-1918), teólogo protestante alemán que dio forma a la hipótesis documentaria.

### Tradición elohísta (E)
E es paralela a J, a menudo duplicando las descripciones. Constituye una tercera parte del Génesis y la primera mitad del Éxodo, además de fragmentos de Números. Describe a un dios parecido a un ser humano, inicialmente llamado Elohím, y Yahveh después del incidente de la zarza ardiente, donde Elohím se revela a sí mismo como Yahveh. Se centra en el reino de Israel y en el Shiloh sacerdocio, tiene un estilo moderadamente elocuente. Originalmente compuesto ca. 850 a. C.

### Tradición deuteronómica (D)
D toma la forma de una serie de sermones acerca de la ley, y consiste en la mayor parte del Deuteronomio. Su término distintivo para Dios es Yhwh Elohainu, traducido como ‘El señor nuestro Dios’. Originalmente compuesto hacia el 650-621 a. C.

### Tradición sacerdotal (P)
Preocupados con la centralización del sacerdocio, y con listas (especialmente genealógicas), fechas, números y leyes. P describe un dios distante y despiadado, a quien llaman Elohím. P copia partes de J y E, pero altera detalles para resaltar la importancia del sacerdocio. P consiste en cerca de un quinto del Génesis, partes substanciales de Éxodo y Números, y casi todo el Levítico. P tiene un bajo nivel de estilo literario. Compuesto ca. 550-400 a. C.

### Redactor (R)
Los redactores de la Torá comenzaron con la combinación de J y E para crear la versión JE, hacia el año 750 a. C. La adición de D generó JED. Los redactores denominados P, pusieron el trabajo en su forma definitiva ca. 400 a. C.
Gran parte de esta tradición fue escrita durante el exilio del pueblo judío en Babilonia, provocado por la ocupación de Israel que hiciese el Rey Nabucodonosor.

## La hipótesis de Wellhausen (o hipótesis de Graf-Wellhausen)
En 1877, Julius Wellhausen publicó Die Komposition des Hexateuch ("La composición del Hexateuco"), en donde estableció la hipótesis de las cuatro fuentes del origen del Pentateuco. Fue seguido en 1878 por Prolegomena zur geschichte Israels (‘prolegómenos a la historia de Israel’), un trabajo que rastrea el desarrollo de la religión de los antiguos israelitas a partir de un punto de vista totalmente secular, no sobrenatural. Wellhausen aportó pocas novedades, pero tamizó y combinó los estudios de siglos anteriores de manera coherente, y completó una teoría tan convincente de los orígenes de la Torá y del judaísmo, que dominó el debate académico sobre el tema en los siguientes cien años.

### Clasificación de las fuentes
Los criterios de Wellhausen para distinguir entre las diversas fuentes fueron desarrollados por sus predecesores durante los siglos anteriores: el estilo (incluyendo la opción del vocabulario, aunque no exclusivamente), nombres divinos, y duplicaciones (y ocasionalmente triplicaciones). J fue identificado con un rico estilo narrativo; E era algo menos elocuente; P tenía un lenguaje seco y legalista.
Temas de vocabulario, como el uso de diversos nombres de Dios, o el uso de la denominación monte Horeb (E y D) o bien la de monte Sinaí (J y P) la montaña de Dios; objetos rituales, como el Arca de la alianza, mencionado frecuentemente en J, pero nunca en E; el estatus de los Jueces (nunca mencionado en P) y profetas (mencionados solo en E y D); el medio de comunicación entre Dios y los hombres (el Dios de J se reúne en persona con Adán y Abraham, el Dios de E se comunica por medio de los sueños, el de P solamente puede acercarse por medio de los sacerdotes): todos estos y otros más forman el conjunto de herramientas para distinguir entre las fuentes y los versículos asignados a ellos.

### Fechas de las fuentes

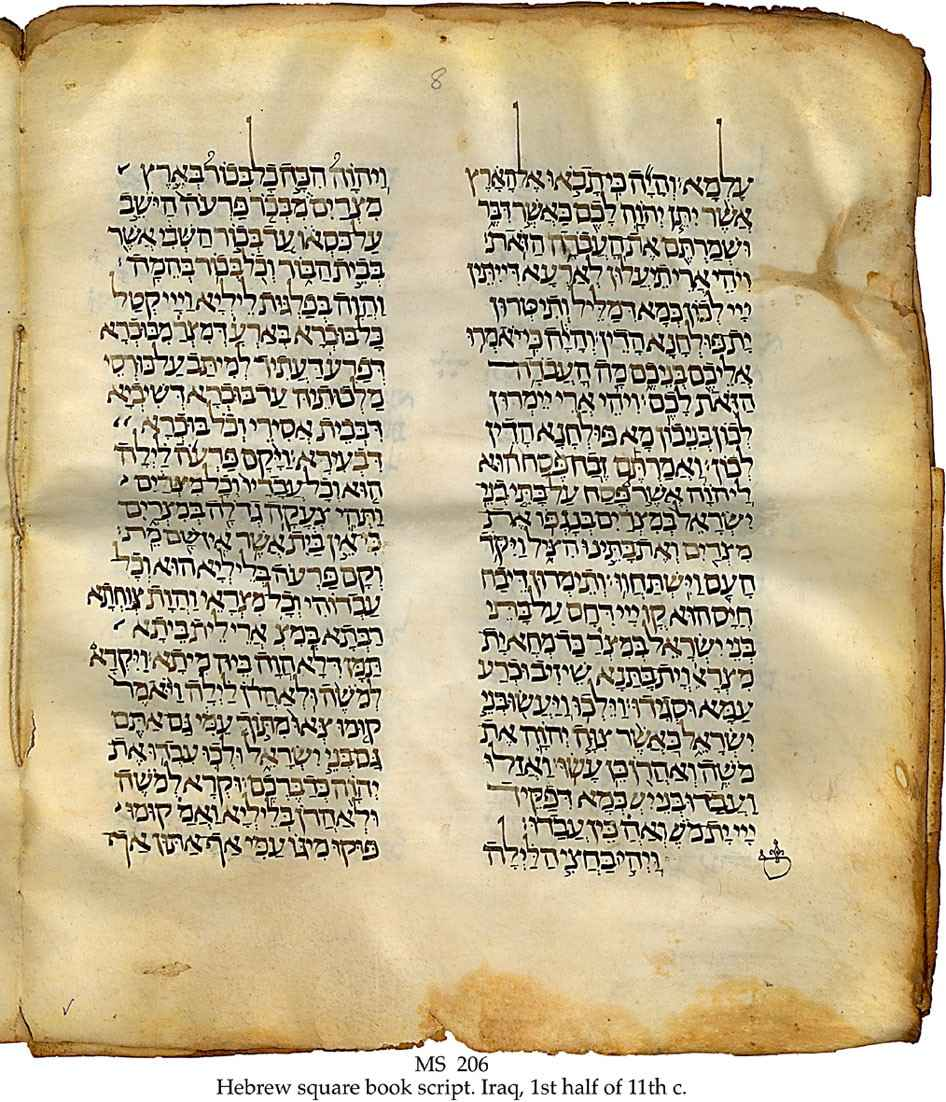
Manuscrito de la Biblia hebrea con tárgum, de la primera mitad del siglo XI.

El punto de inicio de Wellhausen para fechar las fuentes fue el tema descrito en 2 Reyes 22:8-20: un rollo de la Torá (que puede ser traducida como ‘instrucción’ o ‘ley’) descubierto en el templo de Jerusalén, en tiempos del sumo sacerdote Hilcías en el año dieciocho del reino de Josías, quien ascendió al trono cuando apenas tenía ocho años. Narra que Josías inició una campaña de reforma religiosa, destruyendo todos los altares, excepto el del Templo, prohibiendo todo sacrificio, excepto en el Templo, insistiendo en la exclusiva adoración a Yahveh.
En el siglo IV, Jerónimo especuló que la instrucción del "rollo" podría haber estado en el Deuteronomio; De Wette, en 1805, sugirió que podría haber estado solamente el código de leyes en el Deuteronomio 12-26, que Hilcías encontró, y eso tal vez lo escribió el mismo, solo o con la colaboración de Josías. Los historiadores deuteronomistas dudaron en darle crédito a Josías: en I Reyes 13 es nombrado como el que sería enviado por Yahveh para masacrar a los sacerdotes apóstatas de Beth-el, en una profecía hecha, supuestamente, 300 años antes de su nacimiento.
Con D fechado en la Historia, Wellhausen procedió a situar las fuentes restantes. El acepta la conclusión de Karl Heinrich Graf, que las fuentes fueron escritas en este orden: JEDP. Esto contradecía la opinión general de los estudiosos de la época, quienes veían la fuente P como la primera, "la guía oficial aprobada para el culto divino", y la discusión que sostuvo Wellhausen para situar P fue la gran innovación de los Prolegómenos,
atribuyendo J y E a los inicios de la monarquía, aproximadamente para J 950 a. C., y para E 850 a. C.; P es situada a principios del periodo post-exilio persa, cerca del 500 a. C.
Argumentó estas fechas basándose en lo que en aquel tiempo se conocía como la evolución natural de la práctica religiosa: en la sociedad pre-monárquica y a principios de la descrita en el Génesis, los Magistrados y Samuel, se levantaron altares donde los patriarcas o héroes elegían, como Josué; cualquiera podía ofrecer sacrificios, y eran ofrecidas partes a sacerdotes como ofrenda del sacrificio; durante la monarquía tardía comienza a centralizarse los sacrificios y a ser controlados por el sacerdocio. Mientras que festividades israelitas, como la Pascua Pésaj, fueron instituidas para vincular al pueblo con la monarquía en una celebración común de la historia nacional; en los tiempos del post-exilio, el templo de Jerusalén estaba firmemente establecido como el único santuario, y solo los descendientes de Aarón podían ofrecer sacrificios, las festividades estaban vinculadas al calendario, en vez de a las estaciones, y el calendario de los derechos sacerdotales era estrictamente asignado.
Las cuatro fueron combinadas por una serie de "redactores" (editores), primero J con E para formar JE, luego JE con D para formar el texto JED, y finalmente JED con P para formar JEDP, la Torá final. Retomando una tradición académica que se remonta a Spinoza y Hobbes, Wellhausen llamó a Esdras el redactor final, el líder del post-exilio, quien restableció la comunidad judía en Jerusalén a instancias del emperador persa Ciro en el 458 a. C.

## Después de Wellhausen

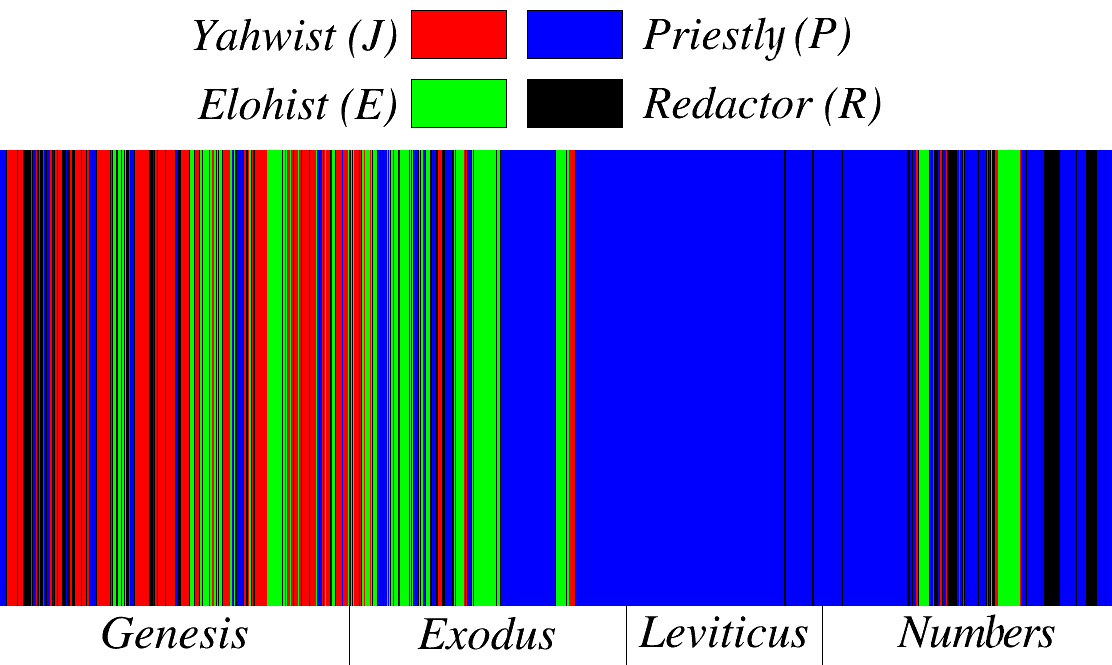
Distribución de las fuentes jehovaísta, elohista y sacerdotal, junto con las contribuciones del "redactor" en los primeros cuatro libros del Pentateuco, según Richard Friedman.

Durante gran parte del siglo XX, la hipótesis de Wellhausen creó el marco donde se discutió el origen del Pentateuco, e incluso la Santa Sede, firme crítica del estudio bíblico secular en el siglo XIX, llegó a aceptar los métodos, pero no los resultados, de la fuente y de la crítica formada.
Algunas modificaciones importantes fueron introducidas, en particular por Albrecht Alt y Martin Noth, quien aboga por la transmisión oral de las antiguas creencias fundamentales ―el Éxodo desde Egipto, la conquista de la Tierra prometida, los pactos, la revelación en el Sinaí, Horeb, etc.―.
Al mismo tiempo, los trabajos de la Escuela de Arqueología Bíblica Estadounidense, como el de William F. Albright y Ciro Gordon parecen confirmar que, aunque al Génesis y al Éxodo se les dio su forma definitiva en el primer milenio a. C., siguen firmemente la realidad material del segundo milenio.
El efecto de tales mejoras fue ayudar a ampliar la aceptación de la hipótesis básica, de tranquilizar a los creyentes, que incluso si la forma final del Pentateuco no se debió al mismo Moisés, y «a pesar de la fecha tardía del Pentateuco, podemos recuperar una imagen creíble de la época de Moisés e incluso de la Edad patriarcal. De ahí que la oposición a la Hipótesis documental disminuyera gradualmente, y a mediados del siglo XX, fue aceptada casi universalmente».
El consenso comienza a colapsar a finales de los años sesenta, con la propagación de las nuevas herramientas de estudio y un creciente reconocimiento de las limitaciones del marco de trabajo analítico de Wellhausen. El resultado han sido propuestas que modifican tanto el modelo documental que es irreconocible, o incluso abandonarlo enteramente a favor de modelos alternativos donde se ve el Pentateuco como producto de un solo autor o como el punto final de un proceso de creación de toda la comunidad. Cabe mencionar algunas figuras de las últimas décadas del siglo XX, H. H. Schmid casi completamente eliminó J, dejando solo un último "redactor" Deutoronomista; Rolf Rendtorff y Erhard Blum vieron el desarrollo del Pentateuco desde un aumento gradual de pequeñas unidades a trabajos cada vez más grandes, un proceso que elimina tanto a J como a E, e implica un modelo fragmentario en vez de un modelo documental para los orígenes del Antiguo testamento;
y John Van Seters, usando un modelo diferente, prevé un proceso continuo de la administración de suplementos, en el que los últimos autores modificaron las primeras composiciones y cambiaron el enfoque de la narración.
La propuesta contemporánea más radical vino de Thomas L. Thompson, quien sugirió que la redacción final de la Tora ocurre al principio de la monarquía Hasmonea.
El desafío en el consenso de Wellhausen fue quizás mejor resumido por R. N. Whybray, quien señaló que de los varios modelos posibles para la composición documental del Pentateuco ―documental, complementario y fragmentario― el documental fue el más difícil de demostrar, por un tiempo los modelos complementario y fragmentario proponen modelos relativamente simples, lógicos y pueden explicar la desigualdad del texto final, el proceso previsto por DH es complejo y muy específico en sus suposiciones sobre el antiguo Israel y el desarrollo de su religión. Whybray continuaba afirmando que estas suposiciones eran ilógicas y contradictorias, y no ofrecían auténtico poder explicativo: por ejemplo, ¿Por qué los verdaderos autores de las diferentes fuentes evitarían la duplicación, mientras el "redactor" final las acepta? "Por lo tanto, la hipótesis solamente puede mantenerse en el supuesto de que, mientras la coherencia es la característica distintiva de las diversas fuentes, la incoherencia era el sello distintivo de los "redactores".
La hipótesis documental todavía tiene muchos seguidores, especialmente en los Estados Unidos, donde William H. Propp ha completado dos volúmenes de traducción y comentarios sobre el Éxodo editado por la prestigiosa Anchor Bible Series dentro de un marco DH, [21] y Antony F. Campbell y Mark A. O'Brien han publicado Fuentes del Pentateuco la presentación de la Torá continúa ordenada en las siguientes fuentes de divisiones Martin Nort.
Richard E. Friedman, en Who wrote the Bible? (‘¿quién escribió la Biblia?’, de 1987) y The Bible with sources revealed (‘la Biblia con fuentes reveladas’, de 2003) es, en esencia, una extensa respuesta para Whybray, explicando, en términos basados en la historia del Antiguo Israel, como los redactores pudieron tolerar la incoherencia, contradicción y repetición, en efecto, estaban obligados a ello por el marco histórico en el que trabajaban.
Las clásicas divisiones en cuatro fuentes de Friedman difieren de Wellhausen en aceptar las fechas de Yehezkel Kaufmann de P para el reinado de Ezequías. Esto, en sí mismo, no es una pequeña modificación de Wellhausen, para quien unas fechas posteriores de P eran esenciales para el desarrollo del modelo histórico de religión de Israel. Friedman argumentó que J aparece un poco antes de 722 a. C., seguido por E, y combinado JE poco después. P fue escrito, refutando a JE (c. 715-687 a. C.), y D era el último en aparecer, en el momento de Josías (c. 622 a. C.), antes del "redactor", que Friedman identifica con Esdras, compusiera la Torá final.
Pero mientras la terminología e hipótesis documental siguen siendo debatidos por los académicos, sobre el origen del Pentateuco ya no domina ese debate, tal como ocurría durante los dos primeros tercios del siglo XX. Las verdades consagradas en la introducción (el tema de los orígenes del Pentateuco) han desaparecido, y en su lugar se enfrentan los estudiosos de numerosas teorías que son extremadamente complejas y, a menudo, redactadas en un estilo expositivo que no es apto para los pusilánimes (según John van Seters, la descripción de un trabajo seminal).
Como sea, el enfrentamiento entre los eruditos lo único que ha dejado en claro es que el Pentateuco no tiene un único autor, y que ha sido construido a lo largo de los siglos, por lo que, si acaso existió un texto de un único autor del Pentateuco, este fue alterado con adiciones, supresiones y modificaciones con el paso del tiempo. 

### Críticas
- «On Bible criticism and its counterarguments: a short history», artículo en inglés en el sitio web SimpleToRemember.com.
- Smith, Colin: «A critical assessment of the Graf-Wellhausen documentary hypothesis», artículo en inglés de junio de 2002; en el sitio web Alpha and Omega Ministries; consultado el 26 de julio de 2006.
- «The documentary source hypothesis», artículo en inglés de Robin Brace en el sitio My Christian World (2003); consultado el 27 de diciembre de 2006.
- «Who wrote the first 5 books of the Bible?», artículos en inglés desde 1895 hasta 1964 en el sitio web GospelPedlar.
- «Did Moses write the Pentateuch?», artículo en inglés de Doug Beaumont en el sitio web SoulDevice.org. (Aparentemente ya no presenta este artículo desde el 6 de noviembre de 2006).
- «Mosaic authorship of the Pentateuch―tried and true», artículo en inglés de Eric Lyons y Zach Smith en ApologeticsPress (2003). Consultado el 8 de agosto de 2006.
- «Did Moses write the Pentateuch?», artículo de Don Closson en inglés en Probe Ministries.
- «Biblical archaeology―silencing the critics» (parte 2), artículo en inglés de John Ankerberg y John Weldon, en el sitio Ankerberg Theological Research Institute, consultado el 27 de dicieimbre de 2006.
- «Did Moses really write Genesis?», artículo en inglés de Russell Grigg en el sitio web de apologética cristiana Answers in Genesis.
- Dei verbum (‘sobre al revelación de Dios’), disponible en el sitio web de la Santa Sede.

### Hipótesis alternativas
- Curt Sewell, "The tablet theory of Genesis authorship"
- The Wiseman hypothesis
- «Pentateuchal studies today», artículo de Gordon Wenham en Themelios 22.1, págs. 3-13, octubre de 1996.

- Datos: Q459194
- Multimedia: Documentary hypothesis / Q459194